# Synemosyna petrunkevitchi
Synemosyna petrunkevitchi är en spindelart som först beskrevs av Chapin 1922.  Synemosyna petrunkevitchi ingår i släktet Synemosyna och familjen hoppspindlar. Inga underarter finns listade i Catalogue of Life.